# El Pabellón Médico
El Pabellón Médico fue una revista médica editada en Madrid entre 1861 y 1875. 

## Historia
Editada en Madrid con el subtítulo «revista científica y profesional de medicina, cirugía y farmacia», la revista fue impresa en las imprentas de El Clamor Público, en la Imprenta Española y en la de Berenguillo, con una periodicidad semanal. Estuvo dirigida por Félix Borrell y Font y su primer número apareció el 10 de abril de 1861. Eugenio Hartzenbusch e Hiriart señala cómo seguía publicándose hacia 1870; en 1876 se refundió con El Anfiteatro Anatómico Español, revista fundada por Pedro González de Velasco, y en la biblioteca digital de la Real Academia Nacional de Farmacia la colección alcanza hasta diciembre de 1875.
Entre sus redactores se encontraron José Ametller, Federico Borrel, Eduardo Sánchez Rubio y Teodoro Yáñez. Contó con buenas críticas por parte de Francisco Méndez Álvaro, que habría dcho de él, en palabras de Hartzenbusch, que se trataba de «uno de los periódicos mejor escritos, más importantes y el que á mayor altura ha enarbolado la bandera del positivismo».